# Cashew-slægten
Cashew-slægten (Anacardium) har ca. 10 arter, som er udbredt i de tropiske dele af Mellem- og Sydamerika. Det er små eller mellemstore træer med bredkronet vækst og spredte blade med tydelig harpikslugt. Blomsterne er små og samlet i løse, endestillede stande. Frugten er ejendommelig (se Cashew). Her omtales kun den ene art, som er økonomisk betydningsfuld i Danmark.
| Arter |

- Cashew (Anacardium occidentale)